# Capone & BungtBangt

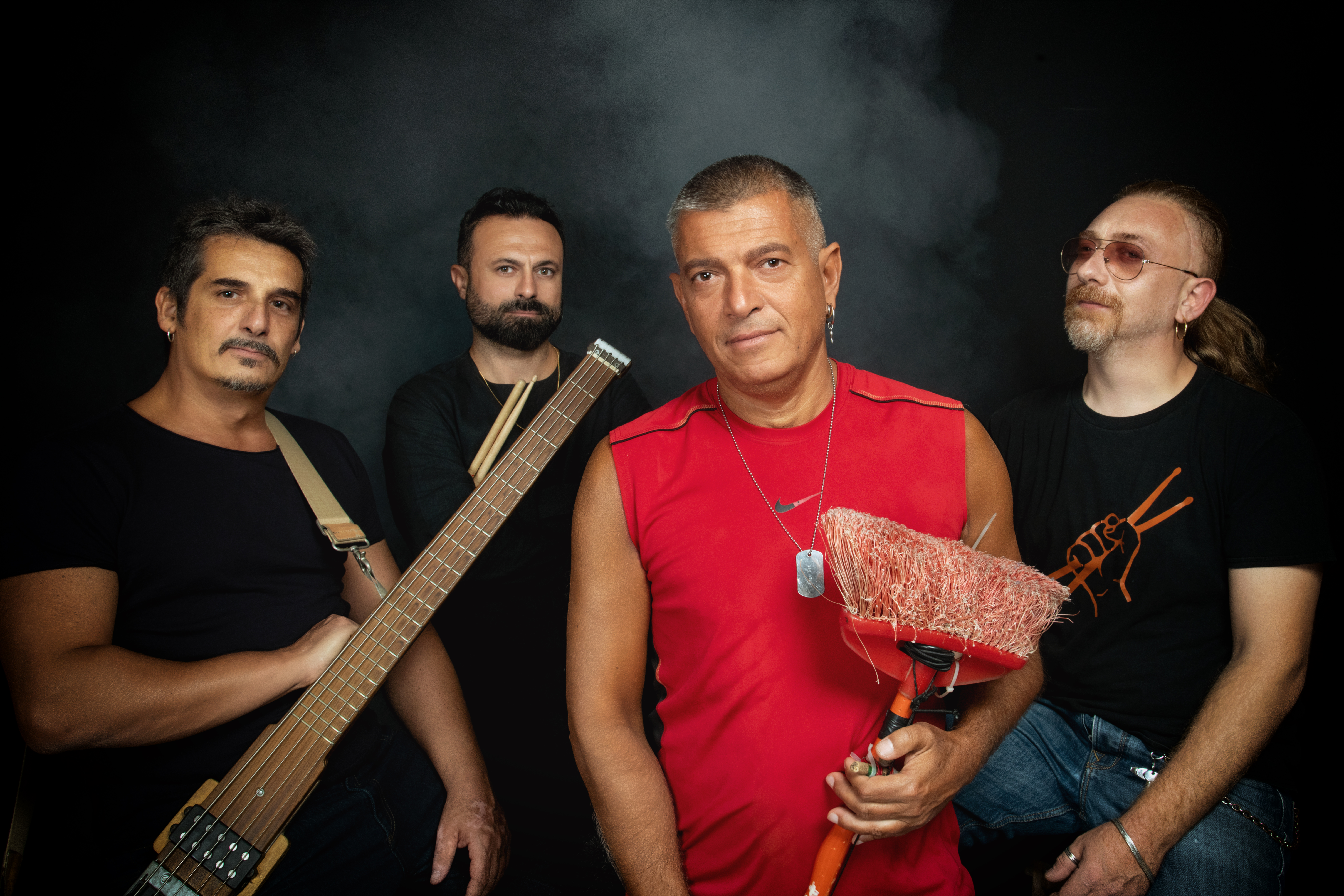
Capone & BungtBangt

Capone & BungtBangt sono un gruppo musicale nato nel 1999 da un'idea di Maurizio Capone.
La formazione è composta da Maurizio Capone, Alessandro Paradiso, Enzo Falco e Salvatore Zannella.
Particolarità del gruppo è l'uso di strumenti fatti con materiali riciclati.

## Biografia
Nell'aprile del 2000 debuttano con il primo concerto ad Officina 99
Nel 2002 pubblicano il primo disco Junk per Rai Trade, il singolo e video che lancia il disco è Uaiò. il cui video è girato dal regista Francesco Patierno
Il secondo album è Lisca di pesce del 2005, dal quale viene tratto l'omonimo singolo e video. Sono tra gli artisti che collaborano con Edoardo Bennato nell'album La fantastica storia
Maurizio Capone scrive la colonna sonora del segmento italiano del film All the Invisible Children per le regie di Mehdi Charef, Emir Kusturica, Spike Lee, Kátia Lund, Jordan e Ridley Scott, Stefano Veneruso e John Woo.
Nel 2006 Capone scrive il sequel del famosissimo brano di Pupo Su di noi il nuovo brano si intitola Su di noi...c'era una volta.
Nel 2007 sono ospiti al Festival di Sanremo con Daniele Silvestri ne La paranza.
Il terzo album è Dura lex del 2008, con i singoli Bello (che arriva primo nella classifica ufficiale della musica indipendente Indie Music Like), Blokko del traffico che viene scelto come inno dell'anno per la Critical Mass italiana, Un'altra canzone d'amore col relativo video girato tra le opere del Museo Madre di Napoli.
Nel 2010, per il decennale della formazione, viene pubblicata la raccolta di ventuno brani Bio Logic che include anche il brano inedito Project Reevolution scritto a quattro mani da Capone con Francesco Sondelli.
Nel 2011 in occasione del rilancio della raccolta differenziata al comune di Napoli il gruppo ha pubblicato il singolo Il ballo del PorPonPof a cui si affiancata una collaborazione con Legambiente con un ballo (Eco Ballo) ed un progetto comune.
Nel 2012 il gruppo ha pubblicato il singolo Tu come lo fai con ospite il rapper Thieuf.
Nel 2013 viene pubblicata Around the World (daft punk junk rmx) una cover dei Daft Punk. Suonano con ospiti dei Negramaro negli stadi Olimpico e San Siro
Nel 2014 pubblicano Napule Simme Nuje (ft. James Senese), il video è realizzato da MediaIntegrati, Accademia di Belle Arti Napoli
Nel 2016 pubblicano il CD Mozzarella Nigga. Il disco contiene collaborazioni con Famoudou Don Moye (Art Ensemble of Chicago), James Senese, Dario Sansone (Foja), Daniele Sepe, Gnut, Solis String Quartet, Nelson, Shaone (La Famiglia), Oyoshe. Primo singolo e video dell'albume è Si Te Ne Vaje.
Nel 2017 secondo singolo da Mozzarella Nigga è Case Fracassate.
Nel 2019 ad aprile pubblicano White Black singolo dedicato agli emigranti italiani; a dicembre pubblicano Le mani nel sole a sostegno del movimento Fridays for Future
Nel 2021 il nuovo singolo è Io Sono....

## Discografia
| Anno | Dettagli                                                                                                   |  |
| ---- | --- |  |
| 2002 | Junk! - Pubblicazione: ottobre 2002 - Formati: CD - Etichetta: Rai Trade                                   |  |
| 2005 | Lisca di pesce - Pubblicazione: luglio 2005 - Formati: CD - Etichetta: Camion Records                      |  |
| 2008 | Dura lex - Pubblicazione: maggio 2008 - Formati: CD - Etichetta: Chiara Sun Music                          |  |
| 2010 | Bio Logic - Pubblicazione: giugno 2010 - Formati: CD - Etichetta: Arealive (Edel)                          |  |
| 2016 | Mozzarella Nigga - Pubblicazione: novembre 2016 - Formati: CD - Etichetta: Sciarap/Full Heads (AudioGlobe) |  |